# Deinocerites epitedeus
Deinocerites epitedeus är en tvåvingeart som först beskrevs av Frederick Knab 1907.  Deinocerites epitedeus ingår i släktet Deinocerites och familjen stickmyggor. Inga underarter finns listade i Catalogue of Life.